# Asýrie
Asýrie (novoasyrským klínovým písmem: 𒈹𒀸𒋩, māt Aššur) byla významná starověká mezopotámská civilizace, která existovala jako městský stát od 21. století př. n. l. do 14. století př. n. l. a později se rozšířila v říši od 14. století př. n. l. do 7. století př. n. l.
Od rané doby bronzové až po pozdní dobu železnou moderní historici obvykle rozdělují starověké dějiny Asýrie na období rané Asýrie (cca 2600–2025 př. n. l.), staré Asýrie (cca 2025–1364 př. n. l.), střední Asýrie (cca 1363–912 př. n. l.), novoasyrské období (911–609 př. n. l.) a postimperiální období (609 př. n. l. – cca 240 n. l.), a to na základě politických událostí a postupných jazykových změn. Město Aššúr, první hlavní město Asýrie, bylo založeno kolem roku 2600 př. n. l., ale neexistují důkazy, že by bylo nezávislé až do pádu třetí dynastie urské ve 21. století př. n. l., kdy se vlády ujal nezávislý panovník Puzur-Aššur I. Asyrská moc, soustředěná v severní Mezopotámii, v průběhu času kolísala. Město Aššur prošlo několika obdobími cizí nadvlády, než Asýrie povstala za vlády Aššur-uballita I. na počátku 14. století př. n. l. jako Středoasyrská říše. Ve středním a novoasyrském období byla Asýrie jedním ze dvou hlavních mezopotámských království, spolu s Babylonií na jihu, a v některých obdobích byla dominantní mocností starověkého Předního východu. Největšího rozmachu dosáhla v novoasyrském období, kdy měla nejsilnější armádu na světě a Asyřané ovládali největší říši tehdejšího světa, která sahala od částí dnešního Íránu na východě až po Egypt na západě.
Novoasyrská říše zanikla koncem 7. století př. n. l., kdy byla dobyta koalicí Babylóňanů, kteří byli pod asyrskou nadvládou asi jedno století, a Médů. Přestože bylo územní jádro Asýrie během médsko-babylónského dobytí a následné Novobabylónské říše značně zpustošeno a noví vládci do jeho obnovy investovali jen málo, starověká asyrská kultura a tradice přežívaly po staletí i během postimperiálního období. Asýrie zaznamenala určitý rozkvět pod Seleukovskou a Parthskou říší, avšak opět upadla za vlády Sásánovců, kteří vyplenili řadu měst a polonezávislých asyrských území včetně samotného Aššúru. Zbývající Asyřané, kteří přežili v severní Mezopotámii až do moderní doby, byli od 1. století n. l. postupně christianizováni. Starověké mezopotámské náboženství přetrvávalo v Aššúru až do jeho posledního vyplenění ve 3. století n. l. a na některých dalších místech ještě po staletí.
Úspěch starověké Asýrie lze přičíst nejen jejím rázným panovníkům-válečníkům, ale také její schopnosti efektivně asimilovat a spravovat dobytá území pomocí důmyslných a pokročilých správních mechanismů. Inovace ve vojenství a správě, které Asyřané zavedli, byly využívány dalšími říšemi a státy po celá staletí. Starověká Asýrie po sobě také zanechala významné kulturní dědictví, zejména prostřednictvím Novoasyrské říše, které zanechalo výrazný dojem v pozdější asyrské, řecko-římské a hebrejské literární a náboženské tradici.

## Nejstarší období
Zemědělské vesnice v regionu, který se později stal Asýrií, existovaly již v době Chassunské kultury, cca 6300–5800 př. n. l. Některá okolní města, která byla později začleněna do jádra Asýrie, jako například Ninive, byla osídlena již od neolitu. Nejstarší archeologické nálezy z Aššuru pocházejí z raného dynastického období, cca 2600 př. n. l. Během této doby byl okolní region již poměrně urbanizovaný. Neexistuje žádný důkaz, že raný Aššur byl nezávislou osadou, a zpočátku se nemusel vůbec nazývat Aššur, ale spíše Baltil nebo Baltila, používané v pozdějších dobách k označení nejstarší části města. Jméno „Aššur“ je pro toto místo poprvé doloženo v dokumentech z akkadského období ve 24. století před naším letopočtem. Po většinu raného asyrského období (asi 2600–2025 př. n. l.) byl Aššur ovládán státy a státními zřízeními z jižní Mezopotámie. Zpočátku Aššur na čas spadal pod volnou hegemonii sumerského města Kiš, později jej obsadila Akkadská říše a následně třetí dynastie Urská.

## Staroasyrské období

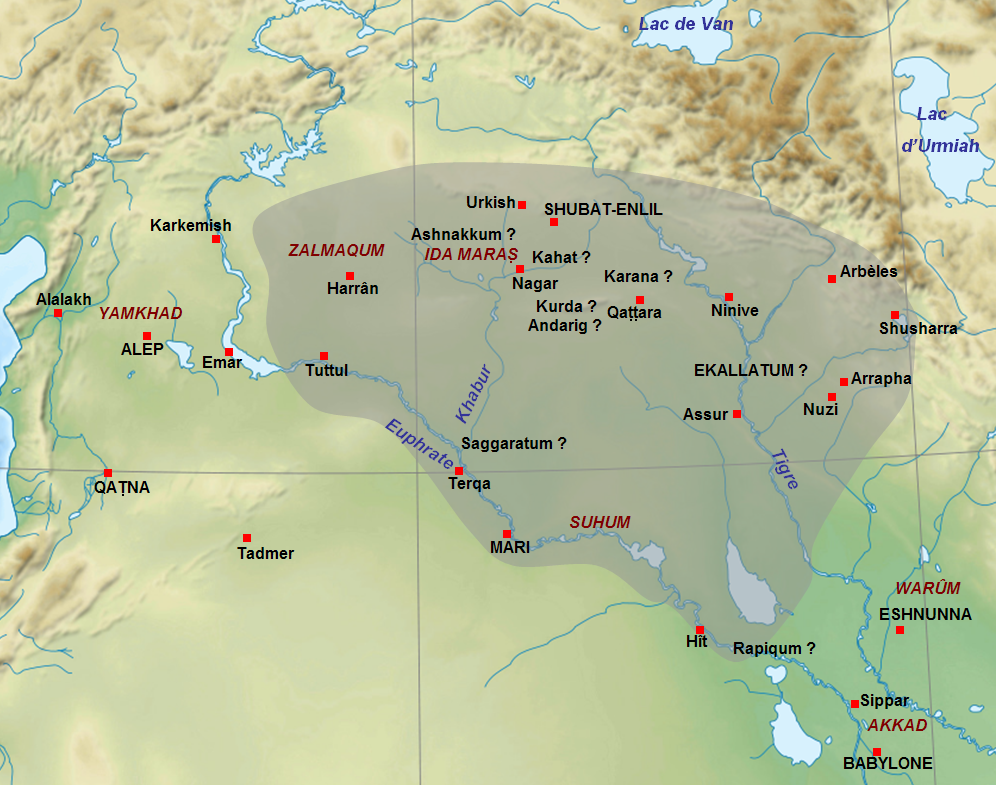
Staroasyrská říše kolem roku 1721 př. n. l.

Po kolapsu třetí dynastie Urské se na dvě a půl století stal politickou normou městský stát. V roce 2025 př. n. l. se tak Aššur stal nezávislým městským státem pod vládou Puzur-Aššura I.
V tomto období Aššur využíval polohy na křižovatce obchodních cest k dálkovým obchodním aktivitám. Nejvýznamnější písemné záznamy pocházejí z obchodní osady (kārum) v sousedství starověkého města Kaneš v centru Malé Asie, z lokality, kterou v roce 1926 objevil český vědec Bedřich Hrozný. Hlavními obchodními artikly byly cín (pravděpodobně z centrální Asie) pro výrobu bronzu a luxusní oděvy z Elamu nebo vyráběné přímo v Aššuru. Zpět bylo dováženo především stříbro a částečně zlato. Kārum Kaneš bylo nejvýznamnější centrum, počet kārum postupně přesáhl desítku, jedno například leželo až na pobřeží Černého moře. Kromě toho existovala zhruba desítka méně významných wabartum, které byly administrativně závislé na nejbližším kārum.

Období samostatného městského státu a Puzur-Aššurova dynastie skončily v roce 1808 př. n. l., když město dobyl Amoritský vládce Šamší-Adad I. z Ekallatum. Po jeho smrti nastalo v severní Mezopotámii období nestability. Aššur se postupně dostal pod krátkodobou nadvládu městského státu Ešnunna, Elamu a Starobabylonské říše. Poté se opět stal nezávislým městským státem, v němž o vládu soupeřili členové Šamší-Adadovy dynastie, členové místní elity a Churrité, během šesti let se vystřídalo sedm vládců, tzv. uzurpátorů. Období nestability skončilo kolem roku 1700, když se králem stal Bélu-bani, který založil dynastii Adasi, jež následně vládla Asýrii zhruba tisíc let.
Vzestup Asýrie jako teritoriálního státu byl v podstatě umožněn invazí Chetitů do Mezpotámie, kterou vedl král Mursili I. kolem roku 1595 př. n. l. a která rozvrátila Starobabylonskou říši. Kolem roku 1430 se však Asýrie stala na dlouhou dobu vazalem království Mitanni.

## Středoasyrské období

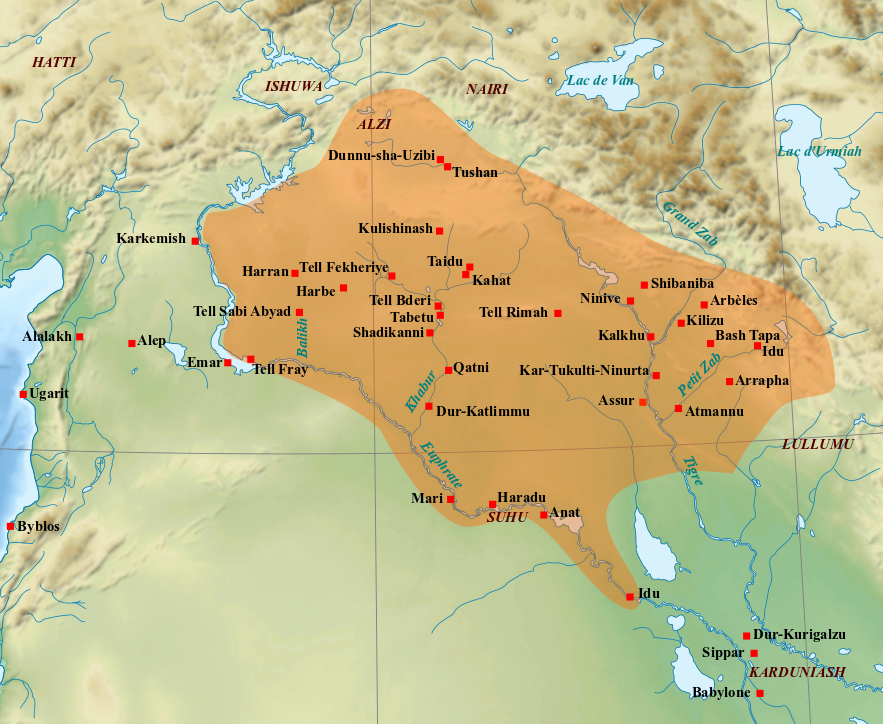
Středoasyrská říše kolem roku 1392 př. n. l.

Z mitannské nadvlády vymanil Asýrii až Eríba-Adad I. (1392–1366 př. n. l.), přesto však trvalo jistou dobu, než se Asýrie etablovala jako regionální mocnost v oblasti. Za Aššur-uballita I. se podařilo získat přechodně kontrolu nad Babylonií, kam asyrský král dosadil na trůn svého chráněnce Kurigalza II. (obsazen byl i Babylon). Vrcholem této fáze asyrských dějin však byla až vláda Tukultí Ninurty I. (1244–1208 př. n. l.), který porazil jak Babyloňany, tak Chetity, a zejména pak vláda Tiglatpilesara I. (1114–1076 př. n. l.), jednoho z nejschopnějších starověkých vládců.
Za Tiglatpilesara I. se Asýrie stala velmocí, jejíž vliv sahal daleko za hranice Mezopotámie. Král bojoval především v jižní Arménii, vedl časté výpravy proti Aramejcům, kteří v té době začali pronikat do nížin Eufratu a Tigridu, a po smrti babylonského krále Nabukadnezara I. dočasně ovládl některá významná babylonská města. Za jeho vlády vyrostly v Aššúru četné chrámy zasvěcené asyrským bohům, čímž si chtěl Tiglatpilesar naklonit kněžstvo, a postaven byl i luxusní královský palác. Je možné, že se Asyřanům podařilo uchytit na pobřeží Středozemního moře, neboť král ve svých nápisech tvrdí, že při plavbě ve člunu ulovil „mořského býka“ (pravděpodobně delfína).
Tiglatpilesarovi nástupci však nebyli ve své politice tak úspěšní a území asyrského státu se zejména v důsledku aramejských útoků opět zredukovalo na centrální oblast okolo Aššúru.

## Novoasyrské období

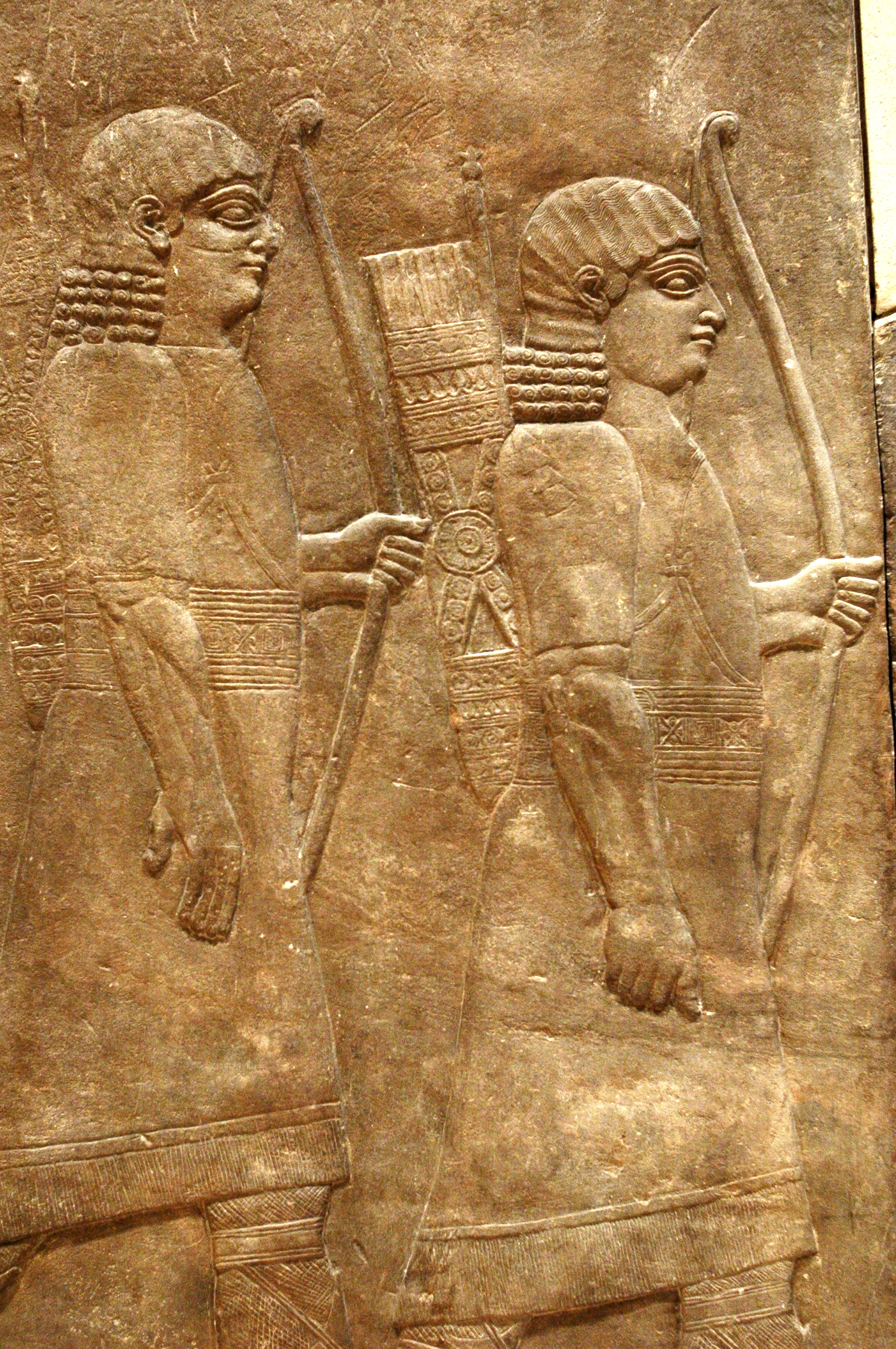
Osobní strážci krále Aššurbanipala

V 9. století př. n. l. Asyřané, řadu let omezení jen na území v okolí Assuru, dobyli, obsadili a postupně asyrizovali aramejské státy na Eufratu a v severní Mezopotámii. Poté v 9. a 8. století př. n. l. dobyli též Sýrii, Palestinu a země na severozápadě, severu a východě, čímž vznikla první velká říše v dějinách Předního východu. Největšího rozsahu dosáhla roku 671 př. n. l., když ovládla i Egypt. Specifický byl vztah k podmaněné Babylonii, jejíž kultury a vzdělanosti si Asyřané vážili jakožto základu kultury vlastní. Významná babylonská města (Babylón, Borsippa, Sippar) si proto mohla ponechat své dosavadní výsady, někteří asyrští králové se nechali v Babyloně formálně korunovat na babylonské krále a podobně. Babyloňané svého postavení využívali a často se proti asyrské nadvládě bouřili. Jejich spojencem byl stát Elam.
Dobytá území se různými způsoby snažila od novoasyrské říše odtrhnout. Zajatce a bouřící se obyvatelstvo měli Asyřané ve zvyku přesídlovat (i po statisících) – usídlovali je ve skupinách po celé říši. Vzniklo tak multietnické osídlení a jako dorozumívací řeč se prosadila aramejština (to zůstalo zachováno i později, po vzniku perské říše). Do 10. století př. n. l. se dobyté země ještě ponechávaly v rukou domácích dynastií, avšak od 9. století př. n. l. začali králové zřizovat asyrské provincie v čele s asyrskými místodržiteli. Po roce 800 př. n. l. se jednotliví místodržitelé stali téměř nezávislými vládci, kteří často ohrožovali asyrskou centrální vládu, a teprve Tiglatpilesarovi III. (744–727 př. n. l.) se reformou správy podařilo moc guvernérů omezit (hlavně jejich častým střídáním). Nejdůležitějšími městy novoasyrské říše byly Aššúr, Kalchu a Ninive.
Po smrti významného panovníka Aššurbanipala (668–627 př. n. l.) začala země, vyčerpaná ustavičnými válkami, upadat. Roku 626 př. n. l. se odtrhla Babylonie (vznik tzv. Novobabylonské říše) a v letech 614–609 př. n. l. spojená vojska Médů a Babyloňanů Asýrii dobyla. Novoasyrská říše zanikla a její teritorium si rozdělili vítězové.

## Pozdní doba
Asýrie již nikdy znovu nezískala samostatnost, třebaže ještě dlouhou dobu tvořila specifickou územní jednotku s vlastními správci. Babyloňany a Médy zde vystřídali v polovině 6. století př. n. l. Peršané, kteří na severu Mezopotámie zřídili satrapii Athurá podřízenou velikému satrapovi babylonskému. Alexandr Veliký a Seleukovci pak v podstatě převzali perskou správní strukturu, jen nově obsadili funkce. V následujících stoletích docházelo k postupnému vytrácení historického povědomí a tradic země, k němuž paradoxně přispělo i přenesení hlavního města nově vzniklé říše Parthů kolem poloviny 2. století př. n. l. na střední tok Tigridu. Parthové byli ovlivněni tradicemi íránskými a zčásti i řeckými, takže svébytná kultura oblasti postupně mizela. Definitivní tečku za asyrskými dějinami potom učinila arabská expanze v 7. století n. l.